# Live at the Royal Albert Hall (Bring Me the Horizon)
Live at the Royal Albert Hall è il secondo album dal vivo del gruppo musicale britannico Bring Me the Horizon, pubblicato il 2 dicembre 2016 dalla Sony Music e dalla RCA Records.

## Descrizione
Il concerto è stato registrato il 22 aprile 2016 presso la Royal Albert Hall di Londra con la partecipazione dell'intera Parallax Orchestra, diretta dal maestro Simon Dobson. Reso disponibile per l'acquisto su PledgeMusic e sul sito ufficiale dei Bring Me the Horizon, l'intero ricavato delle vendite dell'album è stato devoluto in beneficenza alla famosa associazione di beneficenza Teenage Cancer Trust. La sua data di pubblicazione, inizialmente prevista per il 1º settembre 2016, è stata posticipata a dicembre a causa di problemi riscontrati durante il missaggio e la masterizzazione dell'album.

## Tracce
Testi di Oliver Sykes, musiche dei Bring Me the Horizon.
1. Doomed – 7:24 (intro composto da Simon Dobson)
2. Happy Song – 4:43
3. Go to Hell, for Heaven's Sake – 5:09
4. Avalanche – 5:29
5. It Never Ends – 6:07
6. Sleepwalking – 4:57
7. Empire (Let Them Sing) – 4:14
8. Throne – 4:05
9. Shadow Moses – 5:09
10. True Friends – 6:15
11. Follow You – 3:54
12. Can You Feel My Heart – 6:00
13. Antivist (non presente nel DVD) – 4:32
14. Drown – 7:09
15. Oh No – 8:26

## Formazione

### Bring Me the Horizon
- Oliver Sykes – voce
- Jordan Fish – tastiera, percussioni, voce secondaria
- Lee Malia – chitarra solista
- Matt Kean – basso
- Mat Nicholls – batteria, drum machine
- John Jones – chitarra ritmica

### Parallax Orchestra
- Simon Dobson – direttore
- Will Harvey – violino
- Beatriz Carbonell – violino
- Claire Sledd – violino
- Lucy McKay – violino
- Elena Abad – violino
- Jess Coleman – violino
- Will Newell – violino
- Emma Fry – violino
- Jess Wadey – violino
- Conor Masterson – violino
- Olivia Holland – violino
- Iryna Glyeboya – violino
- Zami Jalil – viola
- Raisa Zapryanova – viola
- Emma Purslow – viola
- Ting-Ru Lai – viola
- Sophia Rees – viola
- Niamh Sanders – viola
- Maddie Cutter – violoncello
- Bethan Lloyd – violoncello
- Jobine Seikman – violoncello
- Fraser Bowles – violoncello
- Alexandra Marshall – violoncello
- Alice Grote – violoncello
- Alexander Verster – contrabbasso
- Jess Ryan – contrabbasso
- Sam Kinrade – tromba
- Victoria Rule – tromba
- Oli Hickie – corno
- Stephen Craigen – corno
- Laurie Truluck – corno
- Tom Bettley – corno
- Ben Thorpe – trombone
- Jane Salmon – trombone
- Ross Anderson – trombone basso
- George Ellis – tuba
- Zara Jealous – flauto, ottavino
- Alex Griffiths – flauto
- Eleanor Tinlin – oboe
- Stephanie Oatridge – oboe
- Antonia Lazenby – fagotto
- Tom Moss – contra bassoon
- Dan Hillman – clarinetto, sassofono contralto, sassofono baritono
- Will Gibson – clarinetto
- Alexander Rider – arpa
- Molly Lopresti – percussioni
- Beth Higham-Edwards – timpani
- Kat Marsh – cori
- Dan Lancaster – cori
- Christina Piper – cori
- Julia Webb – cori
- Josh Bevan – cori
- Richard Thorp – cori
- Mickael Picquerey – cori
- Luke Holmes – cori
- Catrina McTigue – cori
- Emma Fish – cori
- Patrick James Pearson – cori
- Matthew Reynolds – cori
- Rio Hellyer – cori
- Elani Evangelou – cori

## Classifiche
| Classifiche (2020)     | Posizione massima |
| ---------------------- | ----------------- |
| Regno Unito (download) | 87                |